# UFC on ESPN: Kattar vs. Emmett
UFC on ESPN: Kattar vs. Emmett (también conocido como UFC on ESPN 37) fue un evento de artes marciales mixtas producido por Ultimate Fighting Championship que tuvo lugar el 18 de junio de 2022 en el Moody Center en Austin, Texas, Estados Unidos.

## Antecedentes
Después de que el Frank Erwin Center acogiera todas las visitas anteriores de la UFC a la ciudad, el recién construido Moody Center será la sede de este evento.
El combate de peso pluma entre Calvin Kattar y Josh Emmett encabezó el evento.
Un combate de peso medio entre Phil Hawes y Deron Winn tuvo lugar en el evento. Anteriormente estaban programados para enfrentarse en UFC on ESPN: Makhachev vs. Moisés y UFC Fight Night: Dern vs. Rodríguez, pero Winn se retiró en ambas ocasiones debido a las lesiones.
Se esperaba que Roman Dolidze y Kyle Daukaus se enfrentaran en un combate de peso medio en UFC Fight Night: Holloway vs. Rodríguez, pero se canceló debido a los protocolos de COVID-19 relacionados con el campamento de Dolidze. Se han vuelto a reservar para este evento.
En el evento se esperaba un combate de peso medio entre Julian Marquez y Wellington Turman. Sin embargo, Turman se retiró debido a una lesión en el hueso orbital y fue sustituido por Gregory Rodrigues.
Un combate de peso ligero entre Joe Lauzon y el ex retador del Campeonato de Peso Ligero de la UFC Donald Cerrone fue reprogramado para este evento. Originalmente estaban programados para UFC on ESPN: Font vs. Vera, pero fueron trasladados a UFC 274 por razones desconocidas. A su vez, el combate fue desechado el día de ese evento cuando Cerrone sufrió una intoxicación alimentaria. El combate fue de nuevo cancelado el día de este evento debido a que Lauzon sufrió calambres en la pierna.
En el pesaje, Tony Kelley pesó 137.5 libras, una libra y media por encima del límite de la pelea de peso gallo sin título. Se espera que su combate proceda a un peso acordado y se le multará con el 20% de su bolsa individual, que irá a parar a su oponente Adrian Yanez.

## Resultados
1. ↑  Originalmente se anunció como una decisión mayoritaria debido a un error de cálculo en las puntuaciones.

## Premios de bonificación
Los siguientes luchadores recibieron bonificaciones de $50000 dólares.
- Pelea de la Noche: Calvin Kattar vs. Josh Emmett
- Actuación de la Noche:  Kevin Holland, Joaquin Buckley, Gregory Rodrigues, Adrian Yanez, Jeremiah Wells, Ricardo Ramos, Cody Stamann, Phil Hawes y Roman Dolidze